# Матрай-на-Бреннере

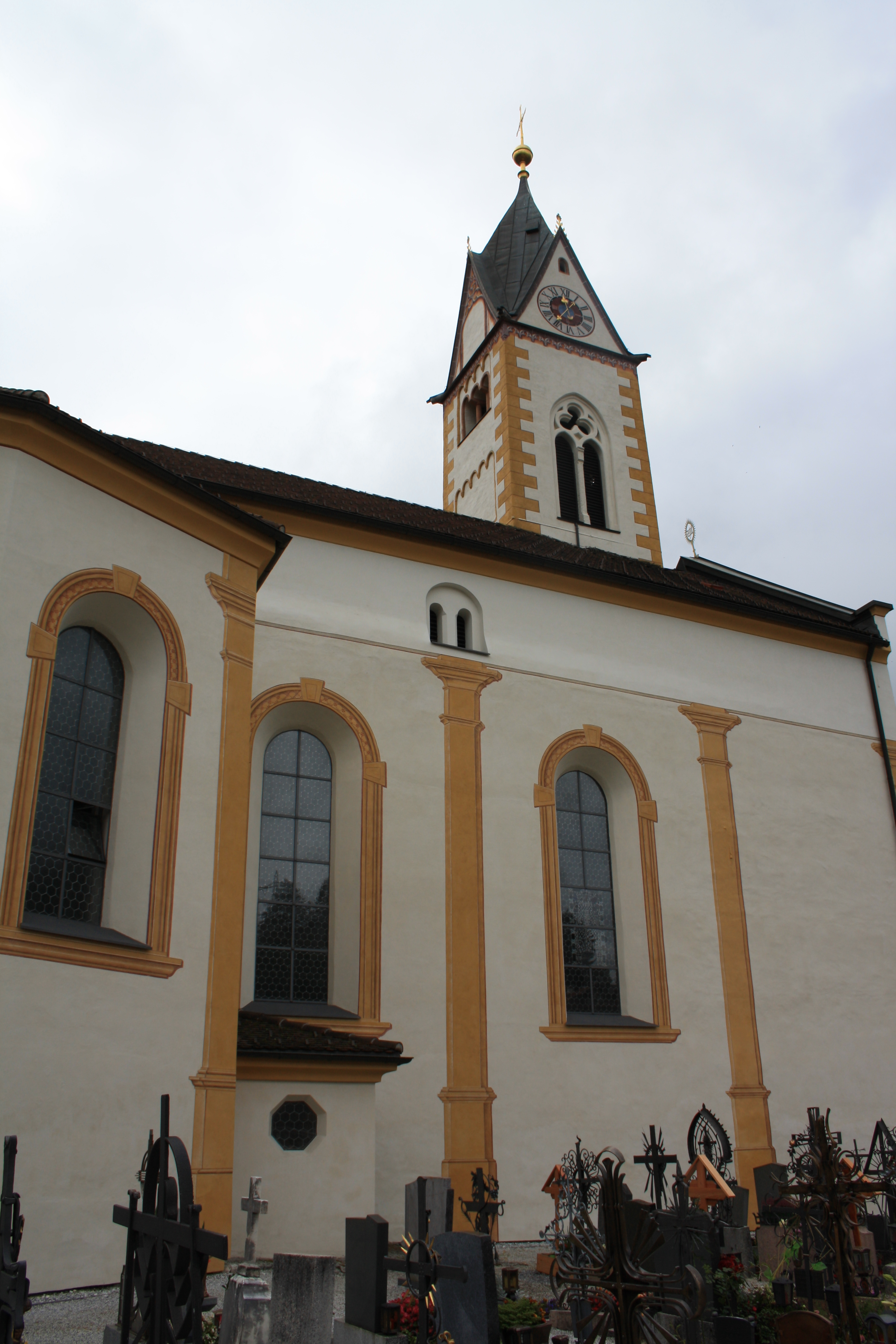
Церковь в Матрай

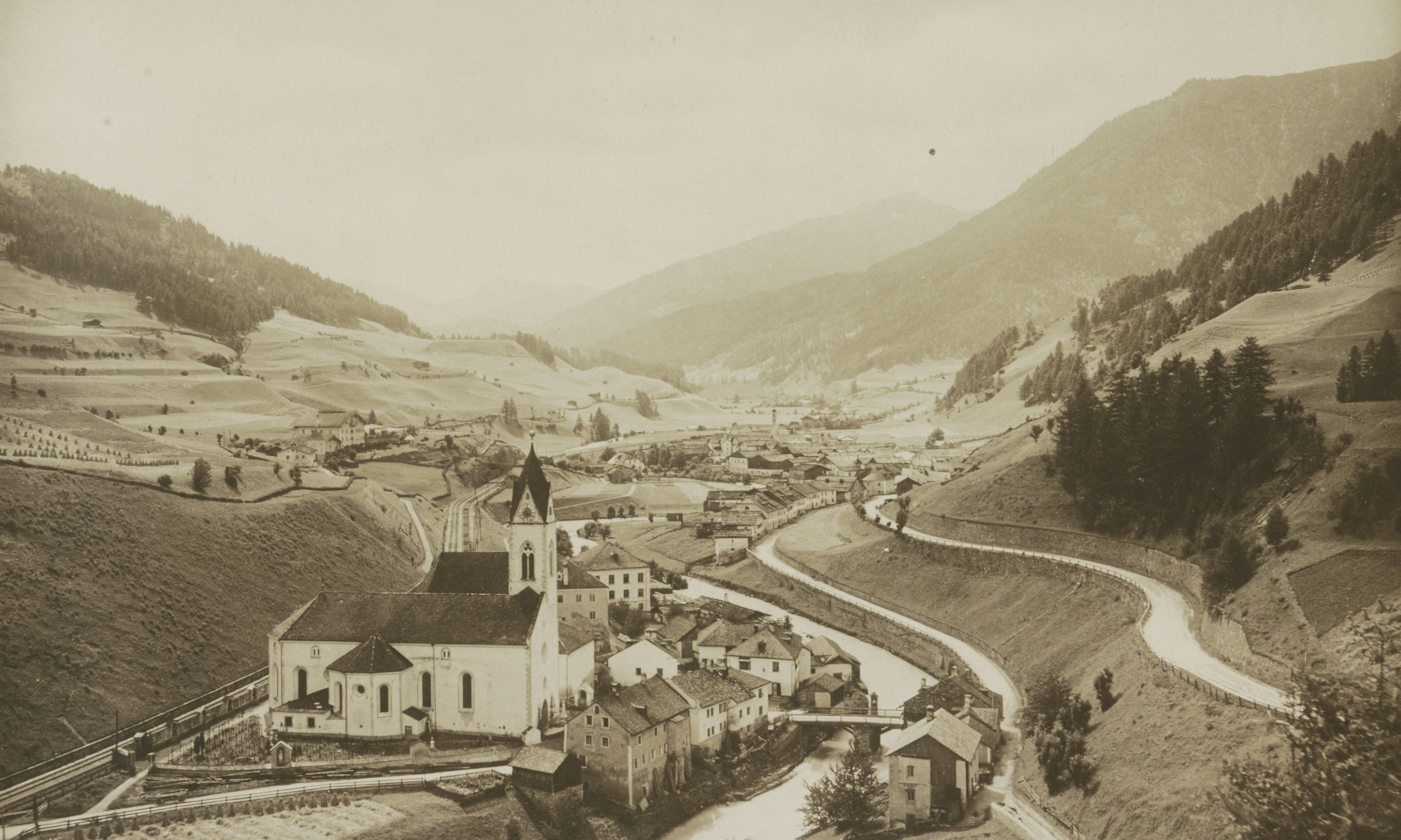

Матрай-на-Бреннере (нем. Matrei am Brenner) — ярмарочная коммуна (нем. Marktgemeinde) в Австрии, в федеральной земле Тироль.
Входит в состав округа Инсбрук. Площадь коммуны составляет 0,36 км², население — 918 человек (1 января 2021), плотность населения — 2607 чел./км². Официальный код — 7 03 27.
Матрай-на-Бреннере — родина известного австрийского горнолыжника Гюнтера Мадера, призёра Олимпийских игр и многократного призёра чемпионатов мира.

## Население
| Год  | Численность |
| ---- | ----------- |
| 1869 | 523         |
| 1889 | 539         |
| 1890 | 499         |
| 1900 | 576         |
| 1910 | 718         |
| 1923 | 589         |
| 1934 | 758         |
| 1939 | 744         |
| 1951 | 813         |
| 1961 | 954         |
| 1971 | 1107        |
| 1981 | 1017        |
| 1991 | 999         |
| 2001 | 998         |
| 2011 | 898         |
| 2021 | 918         |

## Политическая ситуация
Бургомистр коммуны — Пауль Хаузер по результатам выборов 2004 года.